# Таку Сигэнори (1752—1815)
Таку Сигэнори (яп. 多久 茂孝, 2 декабря 1752 — 28 марта 1815) — самурай княжества Сага периода Эдо, 8-й глава рода Таку.

## Биография
Второй сын Таку Сигэтаки, 7-го главы рода Таку, и наложницы из рода Яманака.
В 1754 году его старший брат, Таку Канэцура, умер, поэтому Сигэнори стал наследником своего отца, а в 1769 году, в возрасте 17 лет, унаследовал семейное главенство.
В 1781 году Таку Сигэнори ушёл на покой по болезни и передал главенство своему младшему брату, Таку Сигэтики, а в 1815 году он умер в возрасте 62 лет. Он был похоронен в семейном храме Энцу-дзи в Таку.
Был женат на Отоми, дочери Набэсимы Наосукэ.